# Diocesi di Cruz del Eje
La diocesi di Cruz del Eje (in latino Dioecesis Crucis Axeatae) è una sede della Chiesa cattolica in Argentina suffraganea dell'arcidiocesi di Córdoba. Nel 2023 contava 175.500 battezzati su 199.800 abitanti. È retta dal vescovo Hugo Ricardo Araya.

## Territorio

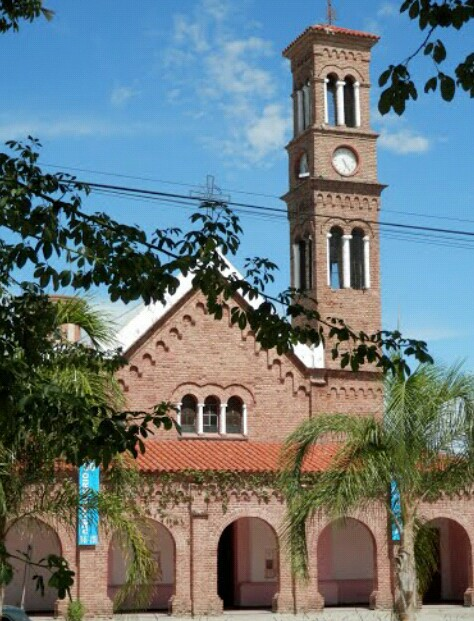
L'ex cattedrale di Nostra Signora del Valle.

La diocesi comprende i seguenti dipartimenti della provincia di Córdoba in Argentina: Cruz del Eje, Minas, Pocho, San Alberto, San Javier e la parte settentrionale del dipartimento di Punilla.
Sede vescovile è la città di Cruz del Eje, dove si trova la cattedrale di Nostra Signora del Monte Carmelo (Nuestra Señora del Carmen). A Villa Dolores sorge la basilica minore di Nostra Signora dei Dolori (Nuestra Señora de los Dolores)
Il territorio si estende su 22.242 km² ed è suddiviso in 20 parrocchie.

## Storia
La diocesi è stata eretta il 12 agosto 1963 con la bolla Ecclesia Christi di papa Paolo VI, ricavandone il territorio dall'arcidiocesi di Córdoba.
Il 12 ottobre 1964 Paolo VI con il breve Quoniam decet ha dichiarato la Beata Maria Vergine del Monte Carmelo (Nuestra Señora del Carmen), patrona principale della diocesi.
Il 25 giugno 1980 ha ceduto una porzione del suo territorio a vantaggio dell'erezione della prelatura territoriale di Deán Funes.
Il 1º novembre 2009 la cattedrale della diocesi è stata trasferita dalla chiesa di Nostra Signora della Valle (Nuestra Señora del Valle) a quella di Nostra Signora del Monte Carmelo.

## Cronotassi dei vescovi
Si omettono i periodi di sede vacante non superiori ai 2 anni o non storicamente accertati.
- Enrique Pechuán Marín † (18 agosto 1963 - 16 dicembre 1983 deceduto)
- Omar Félix Colomé † (27 settembre 1984 - 24 giugno 2008 ritirato)
- Santiago Olivera (24 giugno 2008 - 28 marzo 2017 nominato ordinario militare in Argentina)
- Hugo Ricardo Araya, dal 2 agosto 2017

## Statistiche
La diocesi nel 2023 su una popolazione di 199.800 persone contava 175.500 battezzati, corrispondenti all'87,8% del totale.
| anno | popolazione | popolazione | popolazione | presbiteri | presbiteri | presbiteri | presbiteri                | diaconi | religiosi | religiosi | parrocchie |
| anno | battezzati  | totale      | %           | numero     | secolari   | regolari   | battezzati per presbitero | diaconi | uomini    | donne     | parrocchie |
| ---- | ----------- | ----------- | ----------- | ---------- | ---------- | ---------- | ------------------------- | ------- | --------- | --------- | ---------- |
| 1966 | 190.000     | 210.000     | 90,5        | 34         | 27         | 7          | 5.588                     |         | 11        | 97        | 18         |
| 1970 | 200.000     | 210.000     | 95,2        | 31         | 22         | 9          | 6.451                     |         | 10        | 99        | 18         |
| 1976 | 190.000     | 200.000     | 95,0        | 25         | 22         | 3          | 7.600                     |         | 3         | 118       | 18         |
| 1980 | 210.700     | 221.800     | 95,0        | 27         | 17         | 10         | 7.803                     |         | 10        | 98        | 18         |
| 1990 | 120.402     | 134.207     | 89,7        | 24         | 20         | 4          | 5.016                     |         | 4         | 87        | 13         |
| 1999 | 132.600     | 170.000     | 78,0        | 32         | 26         | 6          | 4.143                     |         | 6         | 73        | 17         |
| 2000 | 133.000     | 172.000     | 77,3        | 33         | 28         | 5          | 4.030                     | 1       | 5         | 73        | 16         |
| 2001 | 144.431     | 155.191     | 93,1        | 27         | 25         | 2          | 5.349                     | 1       | 2         | 62        | 16         |
| 2002 | 144.431     | 155.191     | 93,1        | 26         | 25         | 1          | 5.555                     | 1       | 1         | 60        | 16         |
| 2003 | 144.431     | 155.191     | 93,1        | 27         | 25         | 2          | 5.349                     | 1       | 3         | 61        | 16         |
| 2004 | 144.431     | 155.191     | 93,1        | 29         | 25         | 4          | 4.980                     | 1       | 4         | 61        | 16         |
| 2006 | 147.000     | 158.000     | 93,0        | 38         | 35         | 3          | 3.868                     | 1       | 3         | 59        | 16         |
| 2013 | 161.000     | 171.600     | 93,8        | 30         | 26         | 4          | 5.366                     | 2       | 11        | 54        | 20         |
| 2016 | 166.083     | 176.798     | 93,9        | 31         | 25         | 6          | 5.357                     | 10      | 17        | 61        | 20         |
| 2019 | 173.878     | 197.930     | 87,8        | 34         | 28         | 6          | 5.114                     | 13      | 14        | 68        | 20         |
| 2021 | 187.000     | 202.740     | 92,2        | 28         | 23         | 5          | 6.678                     | 14      | 13        | 66        | 20         |
| 2023 | 175.500     | 199.800     | 87,8        | 32         | 28         | 4          | 5.484                     | 14      | 12        | 68        | 20         |